# Munididae
Munididae Ahyong, Baba, Macpherson, Poore, 2010 è una famiglia di crostacei decapodi appartenenti alla superfamiglia Galatheoidea.

## Tassonomia
In questa famiglia sono riconosciuti 10 generi:
- Agononida Baba & de Saint Laurent, 1996
- Anomoeomunida Baba, 1993
- Anoplonida Baba & de Saint Laurent, 1996
- Babamunida Cabezas, Macpherson & Machordom, 2008
- Bathymunida Balss, 1914
- Cervimunida Benedict, 1902
- Crosnierita Macpherson, 1998
- Enriquea Baba, 2005
- Heteronida Baba & de Saint Laurent, 1996
- Munida Leach, 1820
- Neonida Baba & de Saint Laurent, 1996
- Onconida Baba & de Saint Laurent, 1996
- Paramunida Baba, 1988
- Plesionida Baba & de Saint Laurent, 1996
- Pleuroncodes Stimpson, 1860
- Raymunida Macpherson & Machordom, 2000
- Sadayoshia Baba, 1969
- Setanida Macpherson, 2006
- Tasmanida Ahyong, 2007
- Torbenella Baba, 2008